# Detecció precoç aleatòria robusta
La detecció precoç aleatòria robusta (RRED) és una disciplina de cua per a un programador de xarxa. L'algoritme de detecció precoç aleatòria (RED) existent i les seves variants es troben vulnerables als atacs emergents, especialment els atacs de denegació de servei de baixa taxa (LDoS). Els experiments han confirmat que els algorismes de tipus RED existents són notablement vulnerables als atacs LDoS a causa de la mida oscil·lant de la cua TCP causada pels atacs.
Es va proposar l'algoritme Robust RED (RRED) per millorar el rendiment de TCP contra atacs LDoS. La idea bàsica darrere del RRED és detectar i filtrar paquets d'atac abans que s'apliqui un algorisme RED normal als fluxos entrants. L'algorisme RRED pot millorar significativament el rendiment de TCP sota atacs de denegació de servei de baixa taxa.

## El disseny de Robust RED (RRED)
S'afegeix un bloc de detecció i filtre davant d'un bloc VERMELL normal en un encaminador. La idea bàsica darrere del RRED és detectar i filtrar els paquets d'atac LDoS dels fluxos entrants abans que s'alimentin a l'algorisme RED. Com distingir un paquet atacant dels paquets TCP normals és fonamental en el disseny RRED.
Dins d'un flux TCP benigne, el remitent retardarà l'enviament de nous paquets si es detecta una pèrdua (p. ex., s'ha deixat caure un paquet). En conseqüència, se sospita que un paquet és un paquet atacant si s'envia a curt abast després de deixar caure un paquet. Aquesta és la idea bàsica de l'algoritme de detecció de Robust RED (RRED).

## Algoritme del Robust RED (RRED)
- f.T1 és l'hora d'arribada de l'últim paquet del flux f que deixa caure el bloc de detecció i filtre.
- T2 és l'hora d'arribada de l'últim paquet de qualsevol flux que es deixa caure pel bloc de detecció precoç aleatòria (RED).
- Tmax = màx(f.T1, T2).
- T* és un període curt, que empíricament es tria per ser 10 ms en un algorisme RRED predeterminat.[5]

## El codi de simulació del Robust RED (RRED)
El codi de simulació de l'algorisme RRED es publica com a plataforma de simulació de gestió activa de cues i atac de denegació de servei (AQM&DoS). La plataforma de simulació AQM&DoS és capaç de simular una varietat d'atacs de DoS (DoS distribuït, DoS de falsificació, DoS de baixa taxa, etc.) i algorismes de gestió activa de cues (AQM) ( RED, RRED, SFB, etc.). Calcula i registra automàticament el rendiment mitjà dels fluxos TCP normals abans i després dels atacs DoS per facilitar l'anàlisi de l'impacte dels atacs DoS en els fluxos TCP normals i els algorismes AQM.